# Lebensphänomenologie
Die Lebensphänomenologie (auch radikale Lebensphänomenologie oder materiale Phänomenologie des Lebens) geht auf den französischen Philosophen Michel Henry (1922–2002) zurück. Sie setzt sich von der klassischen Phänomenologie insoweit ab, als sie die Möglichkeit weltlichen Erscheinens auf ein ursprüngliches Erscheinen des Lebens zurückführt. Innerphänomenologische Kritiker werfen der Lebensphänomenologie jedoch vor, dass ihr Rekurs auf das Lebenserscheinen methodisch nicht überzeugt. Gegenwärtig hat dieser Ansatz eine internationale und interdisziplinäre Wirkung.

## Michel Henry
Schon in seinem frühen Hauptwerk L’essence de la manifestation unterzog Michel Henry 1963 die abendländisch ontologische Tradition, welche neuzeitlich vor allem im Deutschen Idealismus nochmals auflebte und seiner Überzeugung nach auch in der klassischen Phänomenologie nicht radikal genug revidiert wurde, einer grundlegenden Kritik. Die in dieser Tradition geradezu vergessene anfängliche (Selbst-)Apperzeption des denkenden Subjekts im Leben findet Henry vor allem bei Maine de Biran wieder. Henry wollte in Weiterführung dieses Ansatzes, wie er in seinem späten Werk Incarnation formulierte, „die Bewegung jenes Denkens“ vollziehen, „welches versteht, was vor ihm kommt: die Selbstgebung des absoluten Lebens, in der dieses selbst in sich ankünftig wird.“ Einen derartigen phänomenologischen Vorrang des Lebens vor dem Denken und jeder anderen Intentionalität anzunehmen, wirkt auf die untersuchten Traditionen geradezu umstürzend. Nach diesem „Umsturz“ nicht nur der Phänomenologie, sondern des abendländischen Denkens überhaupt erschien es Henry erforderlich, entscheidende Bereiche unserer Kultur – wie die Politik und Ökonomie, die Psychologie, die Kunst und die Religion – neu zu überdenken.

## Kritik
Der französische Philosoph und Philosophiehistoriker Dominique Janicaud hatte 1991, ein Jahr bevor der Ansatz der Lebensphänomenologie durch Henrys Publikation Radikale Lebensphänomenologie im deutschsprachigen Bereich weiteren Kreisen bekannt wurde, in einer Streitschrift zu bedenken gegeben, ob es nicht einigen Ansätzen der neueren französischen Phänomenologie (neben Henry werden in diesem Zusammenhang auch Emmanuel Lévinas, Jean-Luc Marion und Jean-Louis Chrétien genannt) eine methodologische Besinnung auf die Möglichkeit des von ihnen vollzogenen Überstiegs über das unmittelbar Erscheinende fehle. Offenbar, so der Vorwurf, habe man hier zu dem auch von Husserl gesuchten Prinzip des Erscheinens apodiktische Abkürzungen genommen, vor denen sich die Phänomenologie anfänglich verwahrt habe.
Theodor W. Adorno formulierte in seinem Aufsatz Die Aktualität der Philosophie vom 7. Mai 1931 eine Kritik am idealistischen Charakter der materialen Phänomenologie:

„Husserl hat den Idealismus von jedem spekulativen Zuviel gereinigt und ihn auf das Maß der höchsten ihm erreichbaren Realität gebracht. Aber er hat ihn nicht gesprengt. In seinem Bereich herrscht wie bei Cohen und Natorp der autonome Geist; nur hat er dem Anspruch der produktiven Kraft des Geistes, der Kantischen und Fichteschen Spontaneität entsagt und bescheidet sich, wie nur Kant selber nich sich beschied, die Sphäre dessen in Besitz zu nehmen, was ihm adäquat erreichbar ist. […] Der Übergang in die ‚materiale Phänomenologie‘ ist nur scheinhaft geraten und um den Preis jener Zuverlässigkeit des Befundes, die allein den Rechtsgrund der phänomenologischen Methode gewährt.“

## Lebensphänomenologie heute
Die Lebensphänomenologie hat nicht erst nach dem Tod Henrys weitere Kreise gezogen: Es ist bezüglich der Fortführung seines Ansatzes in Deutschland an erster Stelle die Arbeit von Rolf Kühn zu nennen, daneben – in internationaler Perspektive – die Arbeit von Ruud Welten (Niederlande), Jad Hatem und Rerverend Father Jean Reaidy (beide Libanon), von Gabrielle Dufour-Kowalska (Schweiz), Marc Maesschalck, Jean Leclercq und Raphael Gély (alle Belgien), Frédéric Seyler, zum Teil von Jean-Francois Lavigne (Frankreich) und Florinda Martins (Portugal), weiter Adnen Idey (Tunesien) und Yorihiro Yamagata (Japan). In Italien und im englischsprachigen Bereich ist die Lage aus unterschiedlichen Gründen etwas komplizierter, aber gerade in diesen Ländern gibt es ebenfalls eine breite Rezeption.
Unter denen, die nicht eigentlich als Lebensphänomenologen zu bezeichnen sind, sich aber konstruktiv-kritisch damit auseinandersetzen, wären aus deutscher Perspektive unter anderem László Tengelyi und Hans-Rainer Sepp zu nennen. Eine gewisse inhaltliche Affinität besteht auch zur Tiefenphänomenologie José Sánchez de Murillos, insofern hier wie dort ein Offenbarwerden im Leben allen anderen welt-oberflächlichen Offenbarungen vorgeordnet wird.
In interdisziplinärer Perspektive gibt es im deutschen Sprachraum schon seit längerer Zeit eine erwähnenswerte Rezeption der Lebensphänomenologie im Bereich der Psychotherapie (vor allem im Rahmen der Existenzanalyse und der Individualpsychologie). Einige Ergebnisse dieser sehr fruchtbaren Begegnung schlagen sich in dem 2006 begründeten Jahrbuch für Psychotherapie, Philosophie und Kultur psycho-logik nieder.
Darüber hinaus kann man beobachten, wie die Lebensphänomenologie derzeit in der Theologie und der christlichen Religionsphilosophie an Aufmerksamkeit gewinnt (zum Beispiel bei Hanna-Barbara Gerl-Falkovitz und Markus Enders). Eine größere Rezeption in der Theorie der Künste und in der politischen und ökonomischen Forschung (was sich seitens des lebensphänomenologischen Themenspektrums anböte) hat sich bislang nicht ergeben.